# Pucciniomycotina
Die Pucciniomycotina sind eine Unterabteilung der Ständerpilze (Basidiomycota). Sie umfassen über 8.000 bekannte Arten, wobei über 90 % zu den Rostpilzen (Pucciniales) gehören. Die meisten Vertreter sind Parasiten an Pflanzen, Tieren und Pilzen.

## Merkmale und Lebensweise
Die Vertreter der Pucciniomycotina zeigen eine große Heterogenität in ihren morphologischen Merkmalen. Alle Vertreter besitzen eine von den übrigen Ständerpilzen verschiedene Sekundärstruktur der 5S RNA, die als Typ A bezeichnet wird. Ihre Zellwand ist vorwiegend mit dem Einfachzucker Mannose aufgebaut. Sie besitzen einfache Septen, eine Membrankappe fehlt. Die meisten Arten besitzen Phragmobasidien, lediglich Pachnocybe, Chionosphaera und Curvibasidium, vielleicht auch Colacosiphon besitzen Holobasidien. Die Sporen werden an verstreut stehenden Basidien oder – seltener – in komplexen Fruchtkörpern gebildet.
In der Gruppe haben sich mehrfach Dimorphismus, verborgene Fruchtkörperbildung, Heterözie (Wirtswechsel) und mehrere Sporentypen entwickelt. Ein Teil der Arten bildet Hyphen, ein anderer wächst hefenartig, andere besitzen beide Wuchsformen (sind dimorph).
Die Gruppe umfasst vorwiegend Parasiten: die Pucciniales und Microbotryales sind Pflanzenpathogene, Tuberculina und Spiculogloea Pilzparasiten, und die Septobasidiales parasitieren Insekten. Wenige Arten sind wahrscheinlich Saprobionten oder ihre Ernährungsweise ist unbekannt. Einige Arten sind Humanpathogene. Symbionten sind in der Gruppe nicht bekannt. Sie besiedeln die meisten Lebensräume, einschließlich Süß- und Meerwasser.

## Systematik
Die Pucciniomycotina sind eine der drei großen Gruppen der Ständerpilze. Sie werden in mehrere Klassen untergliedert:
- Klasse Pucciniomycetes (mit den Rostpilzen)
- Klasse Cystobasidiomycetes
- Klasse Agaricostilbomycetes
- Klasse Microbotryomycetes
- Klasse Atractiellomycetes
- Klasse Classiculomycetes
- Klasse Mixiomycetes
- Klasse Cryptomycocolacomycetes

Eine detailliertere Übersicht mit den zugehörigen Ordnungen findet sich in der Systematik der Pilze. Die Pucciniomycotina wurden früher unter den Namen Urediniomycetes (abgeleitet von lat. uredinium für den Uredosorus) und Uredinomycetes (abgeleitet vom Gattungsnamen Uredo) geführt. Beide Namen werden sowohl für das Taxon der Pucciniomycotina wie der Pucciniomycetes verwendet. Bauer et al. (2006) haben daher den Namen Pucciniomycotina beschrieben, der von Hibbett et al. 2007 im Gesamtsystem der Pilze übernommen wurde.
Bei den Pucciniomycotina dürfte es sich um eine alte Abstammungslinie innerhalb der Ständerpilze handeln.

## Belege
- M.C. Aime et al.: An overview of the higher level classification of Pucciniomycotina based on combined analyses of nuclear large and small subunit rDNA sequences. Mycologia, Band 98, 2006, S. 896–905.
- Robert Bauer, Dominik Begerow, José Paulo Sampaio, Michael Weiß, Franz Oberwinkler: The simple-septate basidiomycetes: a synopsis. Mycological Progress, Band 5, 2006, S. 41–66, ISSN 1617-416X, doi:10.1007/s11557-006-0502-0.